# 키레네 학파
키레네 학파(고대 그리스어: Κυρηναϊκοί 영어: Cyrenaics)은 기원전 4세기에 설립된 극단적인 쾌락주의 철학의 학파. 아리스티포스 또는 동명의 손자가 만들었다고 말해지며 그 이름은 아리스티포스의 출생지 키레네에 유래한다. 2개 있는 초기 소크라테스 학파의 하나이다.

## 철학
키레네학은 쾌락이야말로 최고의 선이라고 주장했다. 여기서 말하는 쾌락은 주로 육체의 만족이라는 의미의 쾌락으로, 그것은 정신적인 쾌락 이상으로 강하고, 또 선택의 가치가 있는 것이라고 생각했다. 키레네학은 쾌락을 길게 유지하기 위해서 즉각적인 쾌락을 지연하는 것을 부정했다. 이러한 점에서 키레네학은 에피쿠로스주의와는 다르다.
키레네학은 또 인식에 대한 회의주의적인 이론으로도 알려져 있다. 키레네학은, 인간은 확실히 당면의 감각 = 경험을 얻을 수 있지만, 그 감각을 일으키는 대상의 본질에 대해서는 아무것도 알 수 없다고 생각한다 (예를 들어, 벌꿀을 핥아 '달다'라고 느낄 수 있지만 '벌꿀이 달다' 여부는 모른다). 게다가 타인의 경험도 자신과 비슷한 것이라고 생각하는 일도 부정했다.
쾌락주의자로서의 키레네학은 쾌락이야말로 인생의 유일한 선으로, 고통은 악이라고 믿고 있었다. 다른 철학처럼, 키레네학은 자연스럽게 따라서 사는 것이 좋은 일이라고 믿고 있었다. 덕이야말로 인간의 유일한 선이라는 입장을 취하고 있던 소크라테스조차, 어느 정도는 쾌락의 유익성을 인정해 행복을 도덕적 행동의 부차적인 목적으로 하고 있고, 아리스티포스와 그 제자들은 거기에 덧붙여, 쾌락을 만물 안의 최대 중요한 요소로, 미덕은 본원적인 가치는 없는 것으로 했다. 키레네학은, 당면의 감각이야말로 인식의 모두라고 생각해 논리적·물리적인 과학은 도움이 되지 않는다고 생각했다 (프로타고라스 참조). 감각은 (1) 순수하게 주관적인, (2) 그것이 폭력적이면 불쾌한·편한 것이면 보통·온화한 것이면 즐거운 '운동'이었다. 감각은 완전히 개인적인 것으로, 어떠한 방법에서도, 완전한 대상의 인식으로서 설명할 수 있는 것은 아니라고 했다. 그러므로, 막연한 감정은 인식 및 행위에 동일한 유일한 척도이며, 그 기분을 품은 우리 상태만을 인식할 수 있다. 이와 같이 키레네학은 소피스트들의 비판적 회의주의를 한 층 더 넘고, 전인류를 위한 단지 하나의 보편적 목적을 추론했다. 게다가 모든 감정은 찰나적이고 등질적이고, 그로부터 (1) 과거와 미래의 쾌락은 우리에게 진짜 실재는 아니며, (2) 현재의 쾌락 안에 온화하거나 격렬함의 구별은 없다는 결론을 이끌었다. 소크라테스는 지성의 고차의 쾌락에 대해 말했지만, 키레네학은 그러한 구별은 타당하지 않다고 부정하고, 보다 단순하고 격렬한 것으로서 육체적인 쾌락이 바람직하다고 주장했다. 순간적인 쾌락, 그것도 가능하면 세속적인 종류의 쾌락이 인간에게 유일한 선이라고 했다.
그런데도, 찰나적인 쾌락을 일으키는 행위가 고통에 상당하는 것 이상을 수반한다는 것을 아리스티포스는 인정하지 않을 수 없었다. 이 사실은 아리스티포스에게 선악의 관습적인 구별의 기초이며, 그러한 맥락에서 아리스티포스는 법과 습관을 준수해야 한다고 말하는 입장이었다. 그리고, 그것은 키레네학의 쾌락주의의 발전을 위해 실현해야 할 최대 중요한 것의 하나였다. 그러나, 인생에 대한 모든 쾌락주의적인 이론에 반대하는 사람들은 그러한 키레네학의 사회적 의무에 관한 인식과 애타적인 감정의 쾌락주의적인 가치를 간과하는 일이 자주 있다. 근현대의 주요한 공리주의자 뿐만 아니라 키레네학은 선악에 관한 일반의 판단에의 정신적인 불신, 그러한 구별의 모든 것은 단지 법과 습관에만 기초를 둔다는 확실한 신념, 쾌락을 추구하는 현자는 일반적으로 악이나 부정으로 불리는 것을 필연적으로 자제해야 한다는 확고 부동한 원리를 결합했다. 제러미 벤담, 콘스탄틴 프랑소와 샤스브후 (Constantin-Francois Chasseboeuf), 윌리엄 페이리 (William Paley) 등의 사람들의 학설로 중요한 위치를 차지하는 이 개념은 분명하게 후기 키레네 학파에서 가장 중요한 것이었다.

## 키레네학의 철학자
- 아리스티포스
- 키레네의 아레테 - 아리스티포스의 딸.
- 아리스티포스의 손자 (Aristippus the Younger) - 아레테의 아이.
- 키레네의 안티파토로스 (Antipater of Cyrene)
- 키레네의 헤게시아스
- 에우헤메로스
- 테오드로스 (Theodorus the Atheist)

## 같이 보기
- 주관적 관념론

## 참고 문헌
- 본 문서에는 현재 퍼블릭 도메인에 속한 브리태니커 백과사전 제11판의 내용을 기초로 작성된 내용이 포함되어 있습니다.